# Anthurium incomptum
Anthurium incomptum là một loài thực vật có hoa trong họ Ráy (Araceae). Loài này được Madison miêu tả khoa học đầu tiên năm 1978.